# Ankürai Baszileiosz
Ankürai Baszileiosz (? – 364) ankürai püspök.

## Élete
Eredetileg orvos volt. Markellosz után választották püspökké. A szélsőséges ariánusokkal szemben - akik azt vallották, hogy a Fiú még csak nem is hasonló az Atyához (anomoianizmus, Baszileiosz azt a - szerinte - mérsékelt nézetet képviselte, hogy a Fiú lényegében hasonló az Atyához (homoiusziosz).A 360-as konstantinápolyi zsinaton megfosztották püspökségétől, a császár Illíriába száműzte, ahol meghalt.

## Művei
- Emlékeztető a szentháromságtanra (Laodikeai Georgiosszal közösen)
- A szüzességről (Nagy Szent Baszileiosz művei között)